# Trouble de la maturation sexuelle
 Mise en garde médicale
Le trouble de la maturation sexuelle est une ancienne catégorie diagnostic qui désignait un trouble à caractère anxieux ou dépressif chez un individu, liée à une incertitude concernant son identité de genre ou son orientation sexuelle. En 2014, il a été déterminé que l'existence de cette catégorie de trouble mental n'était pas justifiée ni cliniquement utile, et le diagnostic n'a pas été inclus dans la CIM-11, entrée en vigueur en janvier 2022.
L'Organisation mondiale de la santé (OMS) listait ce  diagnostic dans la CIM-10, sous les « Problèmes psychologiques et comportementaux associés au développement sexuel et à son orientation ».L'orientation sexuelle, par elle-même, n'y était pas décrite comme constituant un trouble . Ce trouble se différenciait de l'orientation sexuelle égodystonique dans laquelle l'orientation ou l'identité est rejetée. Le diagnostic d'orientation sexuelle égodystonique ne fait plus partie de la CM11, et ce pour les mêmes raisons que le retrait du diagnostic de trouble de la maturation sexuelle.  